# Dysoxylum quadrangulatum
Dysoxylum quadrangulatum är en tvåhjärtbladig växtart som beskrevs av Culmsee. Dysoxylum quadrangulatum ingår i släktet Dysoxylum och familjen Meliaceae. Inga underarter finns listade i Catalogue of Life.